# MIKTA
MIKTA（ミクタ、英: Mexico, Indonesia, South Korea, Turkey, Australiaから）は、メキシコ、インドネシア、韓国、トルコ、オーストラリアの5か国による国際会議である。中堅国が集まり国際社会で存在感を示すことを目的とする。

## 概要
2013年9月25日にニューヨークで初めての外務大臣会合が開かれ、各国の頭文字であるMIKTAと名付けることで合意した。他の国際会議（例えば国連総会）の際に開催されることが多い。2015年7月にはMIKTAスピーカーズコンサルテーションが開催された。

## 外務大臣会合
| 回次   | 開催日             | 開催地                         | 出典  |
| ------ | ------------------ | ------------------------------ | ----- |
| 第1回  | 2013年9月25日      | アメリカ合衆国、ニューヨーク   | [ 2 ] |
| 第2回  | 2014年4月13日-14日 | メキシコ、メキシコシティ       | [ 2 ] |
| 第3回  | 2014年9月25日      | アメリカ合衆国、ニューヨーク   | [ 2 ] |
| 第4回  | 2014年11月15日     | オーストラリア、ブリスベン     | [ 2 ] |
| 第5回  | 2015年5月22日      | 韓国、ソウル                   | [ 3 ] |
| 第6回  | 2015年9月26日      | アメリカ合衆国、ニューヨーク   | [ 4 ] |
| 第7回  | 2016年9月22日      | アメリカ合衆国、ニューヨーク   | [ 5 ] |
| 第8回  | 2016年11月25日     | オーストラリア、シドニー       | [ 6 ] |
| 第9回  | 2017年2月17日      | ドイツ、ボン                   | [ 6 ] |
| 第10回 | 2017年9月22日      | アメリカ合衆国、ニューヨーク   | [ 6 ] |
| 第11回 | 2017年12月13日     | トルコ、イスタンブール         | [ 6 ] |
| 第12回 | 2018年5月21日      | アルゼンチン、ブエノスアイレス | [ 6 ] |
| 第13回 | 2018年9月27日      | アメリカ合衆国、ニューヨーク   | [ 6 ] |
| 第14回 | 2019年2月7日       | インドネシア、ジャカルタ       | [ 7 ] |
| 第15回 | 2019年9月26日      | アメリカ合衆国、ニューヨーク   | [ 7 ] |
| 第16回 | 2020年2月11日      | メキシコ、メキシコシティ       | [ 7 ] |
| 第17回 | 2020年7月17日      | ビデオ会議                     | [ 7 ] |
| 第19回 | 2021年9月22日      | アメリカ合衆国、ニューヨーク   | [ 7 ] |
| 第20回 | 2022年3月7日       | ビデオ会議                     | [ 7 ] |
| 第25回 | 2024年2月19日      | ブラジル、リオデジャネイロ     | [ 7 ] |